# Conchalito
Conchalito är en ort i Mexiko.   Den ligger i kommunen San Pedro Tapanatepec och delstaten Oaxaca, i den sydöstra delen av landet, 600 km sydost om huvudstaden Mexico City. Conchalito ligger 5 meter över havet och antalet invånare är 310.
Terrängen runt Conchalito är platt åt sydväst, men åt nordost är den kuperad. Havet är nära Conchalito åt sydväst. Runt Conchalito är det ganska glesbefolkat, med 48 invånare per kvadratkilometer. Närmaste större samhälle är Chahuites, 11,8 km nordväst om Conchalito. Omgivningarna runt Conchalito är en mosaik av jordbruksmark och naturlig växtlighet.